# Moher-sziklák

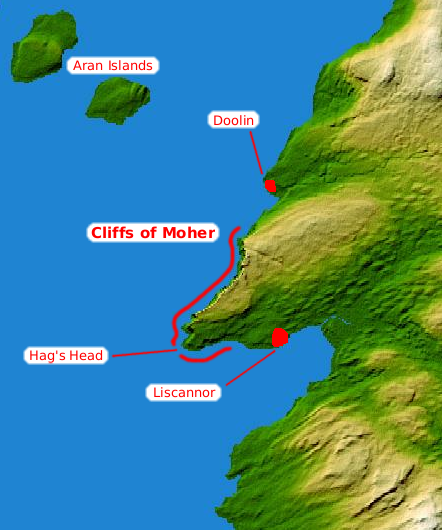
Moher-sziklák, Clare megye

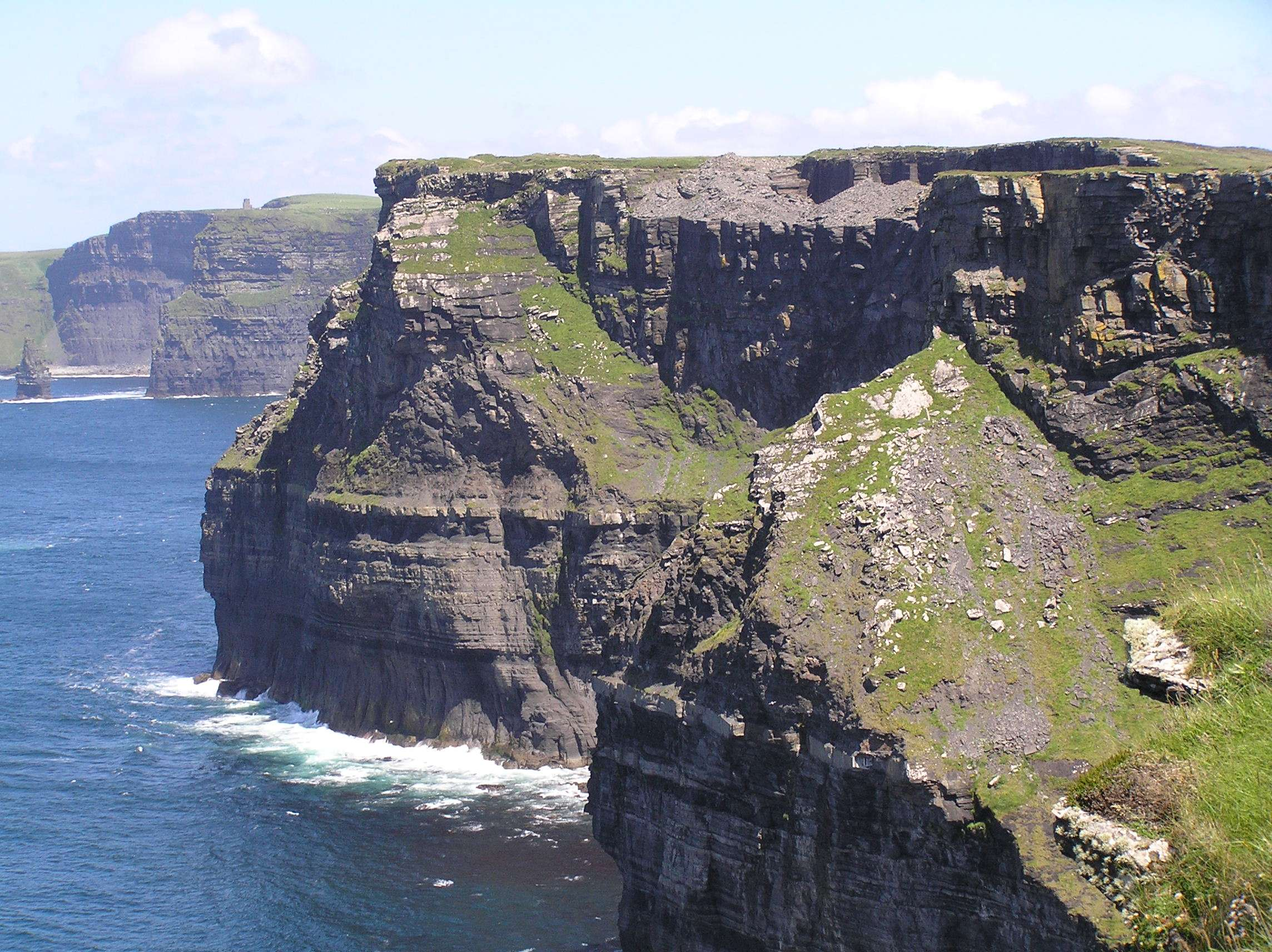
Észak felé nézve

A Moher-sziklák (vagy Moher-szirtek, angolul: Cliffs of Moher) Írország egyik leglátványosabb természeti képződménye. Nyolc kilométer hosszan húzódó, gyakorlatilag függőleges sziklafal a szigetország nyugati partjainál, Clare megyében, Doolin település közelében. Legmagasabb pontján, az O'Brien-torony 214 méterrel emelkedik az Atlanti-óceán fölé, míg a tőle 5 km-re délnyugatra lévő Hag-félszigetéig egyenletesen csökkenő magassága el nem éri a még mindig impozáns 125 métert. Tiszta napokon a sziklák tetejéről 20–30 km-re is ellátni. Láthatók az Aran-szigetek, a  Galwayi-öböl, illetve az öböl túloldalán elterülő Connemara hegyei-völgyei is.

## Geológia, vadvilág, turizmus
A Moher-sziklák főként üledékes kőzetrétegekből, agyagpalából és homokkőből állnak. A hely a vadvilág számos képviselőjének, főként madaraknak ad otthont. Mintegy 29 madárfaj és ezek harmincezer egyede fészkel a meredek falakon. A legérdekesebb a lunda, amely a sziklák elszigetelt részein és az apró Kecske-szigeten él nagy kolóniákban, de megtalálható itt a sirály több fajtája, sólyom, lumma, kárókatona, holló és a vöröscsőrű csóka is.
A Moher-sziklák az Ír-sziget egyik legjelentősebb turistalátványossága. 2006-ban közel egymillió látogatót vonzott.

## Galéria

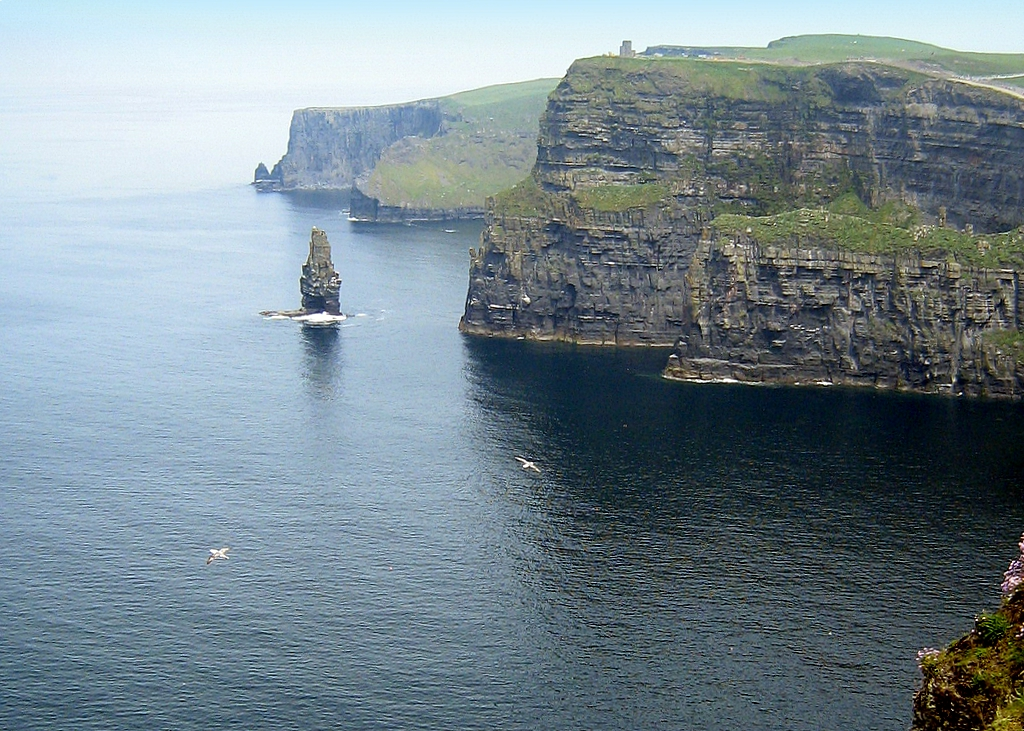
Tiszta időben
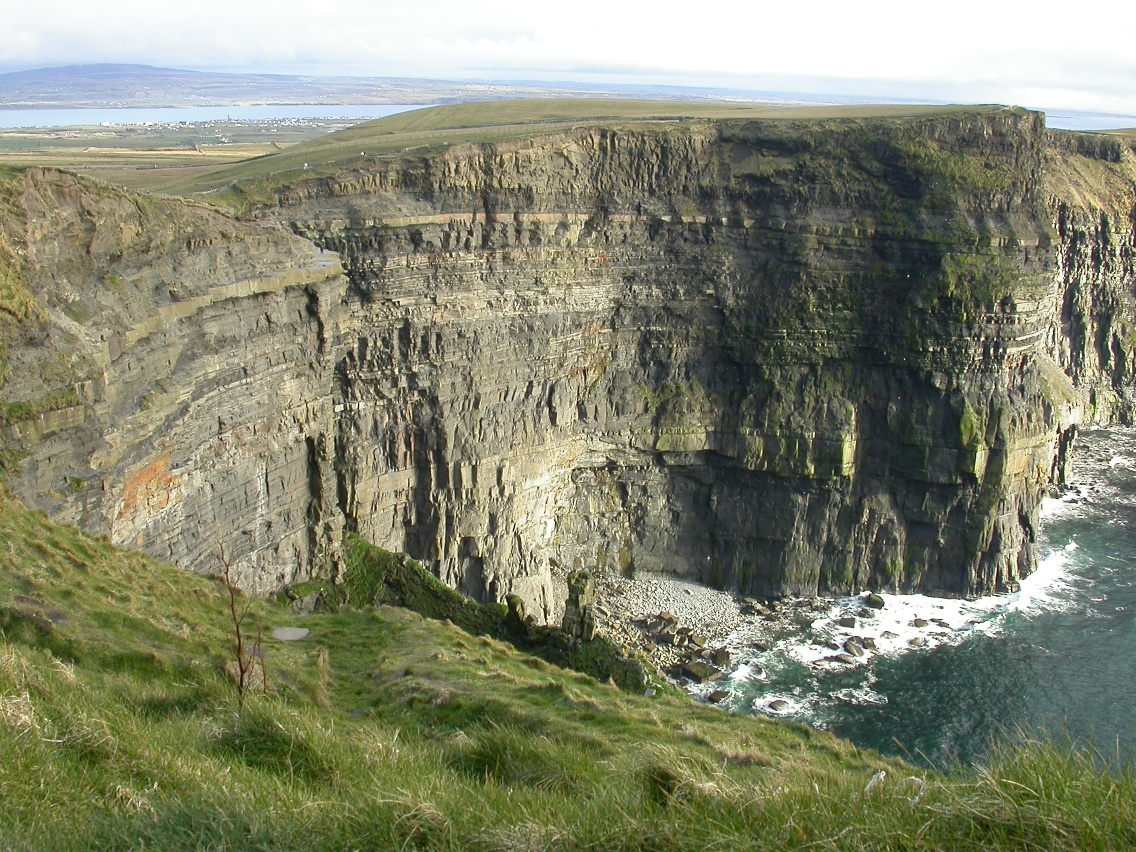
A Moher-sziklák egyik öble
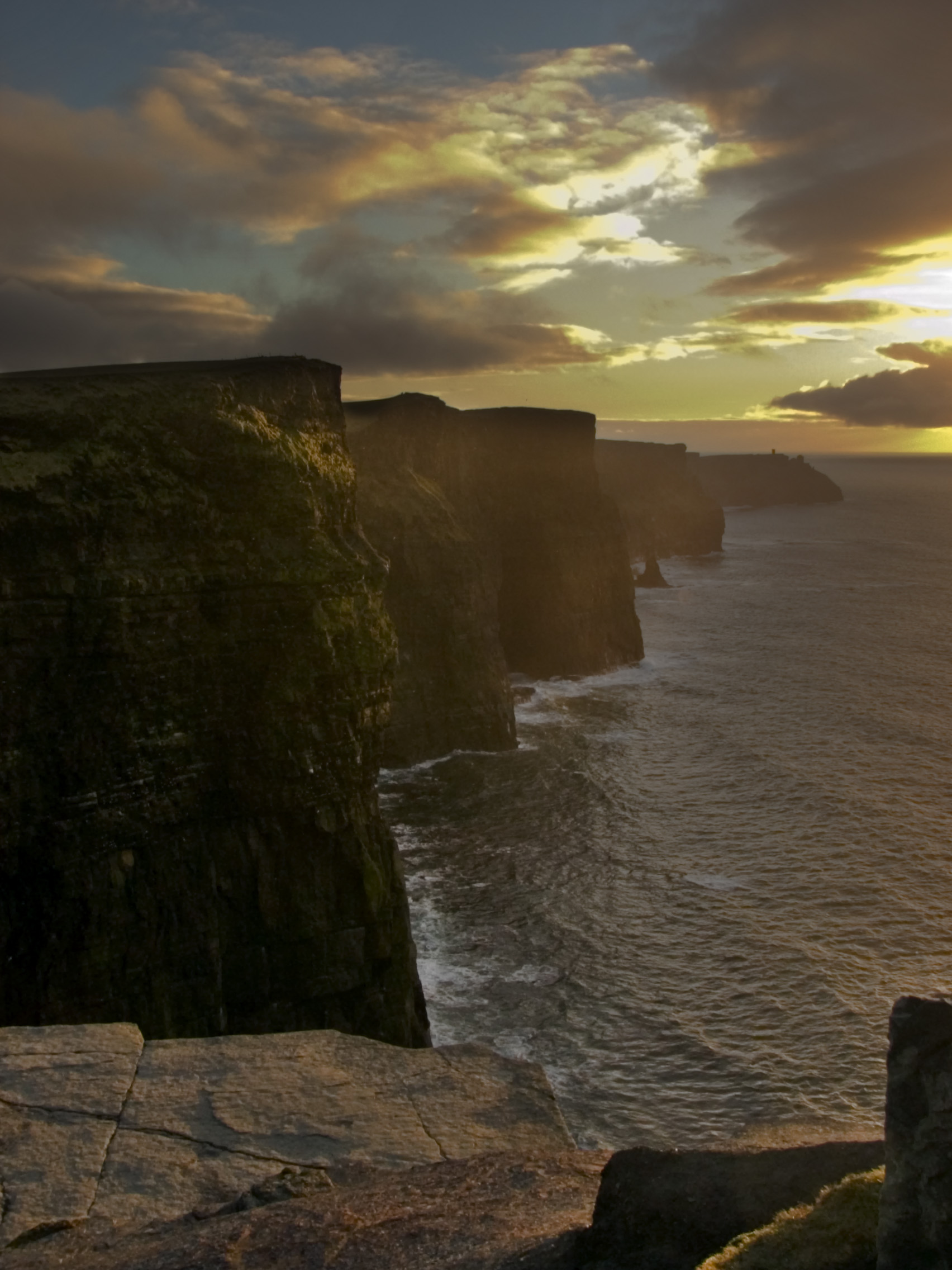
Napnyugta a sziklák felett
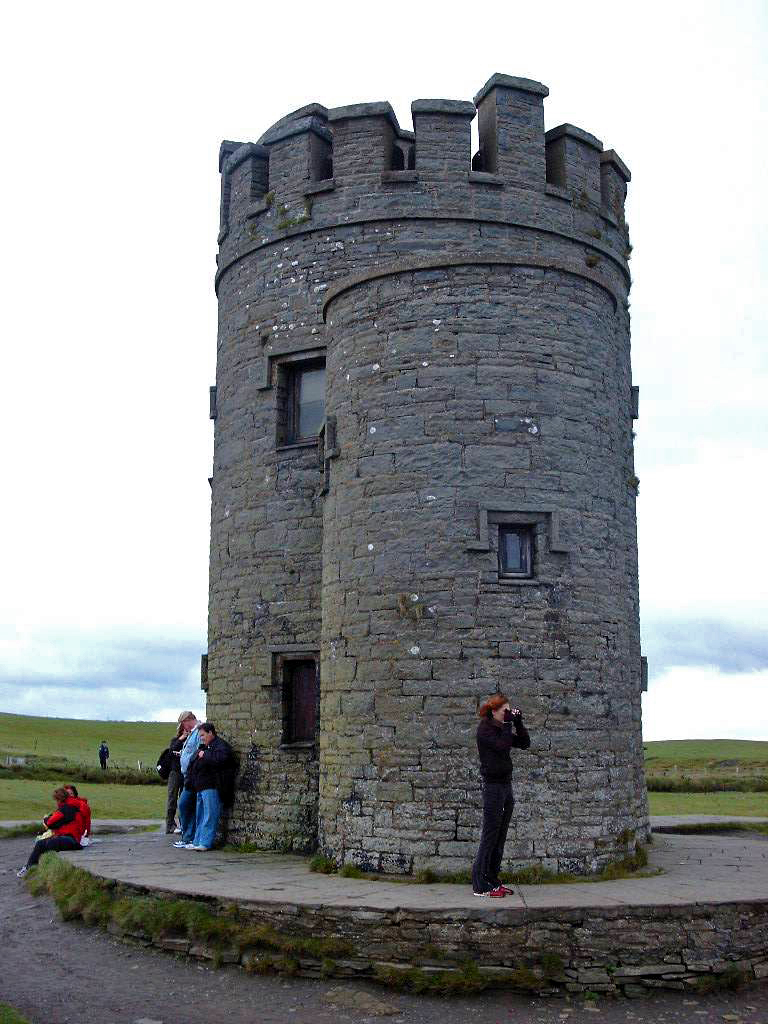
Az O'Brien-torony
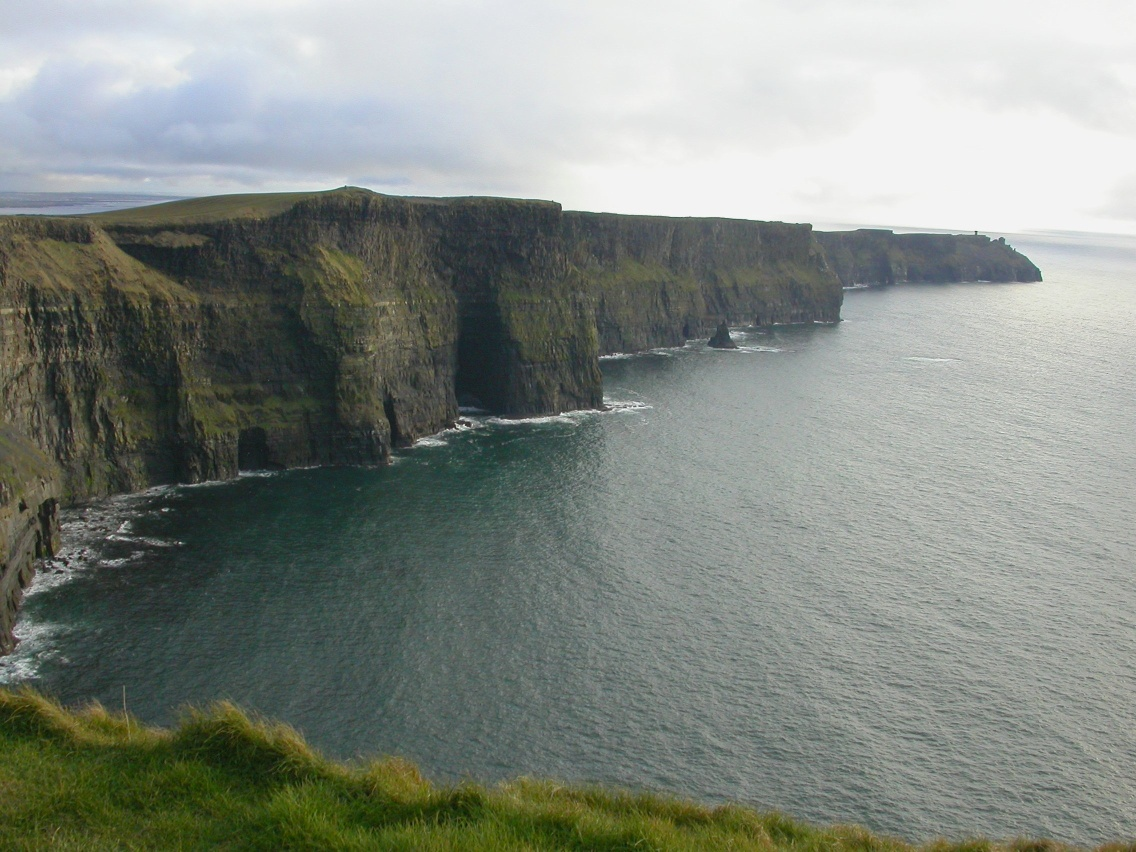
A sziklák és az Atlanti-óceán
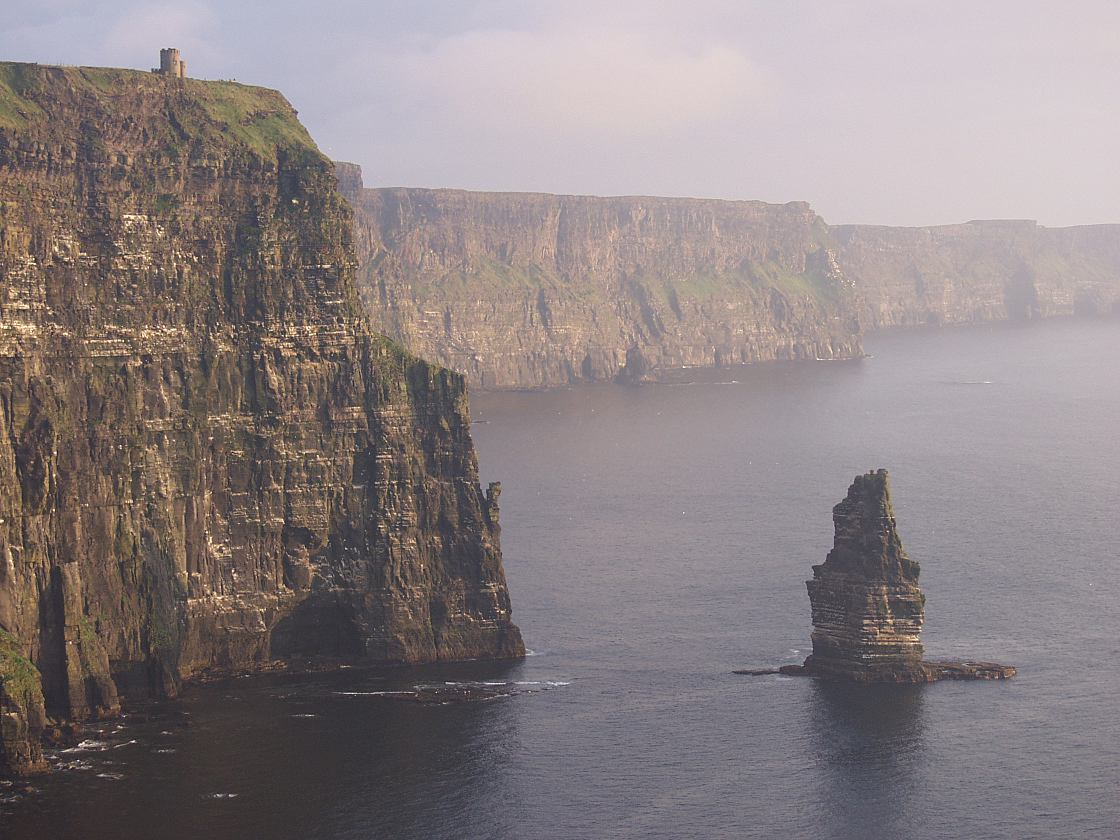
A Moher-sziklák dél felé
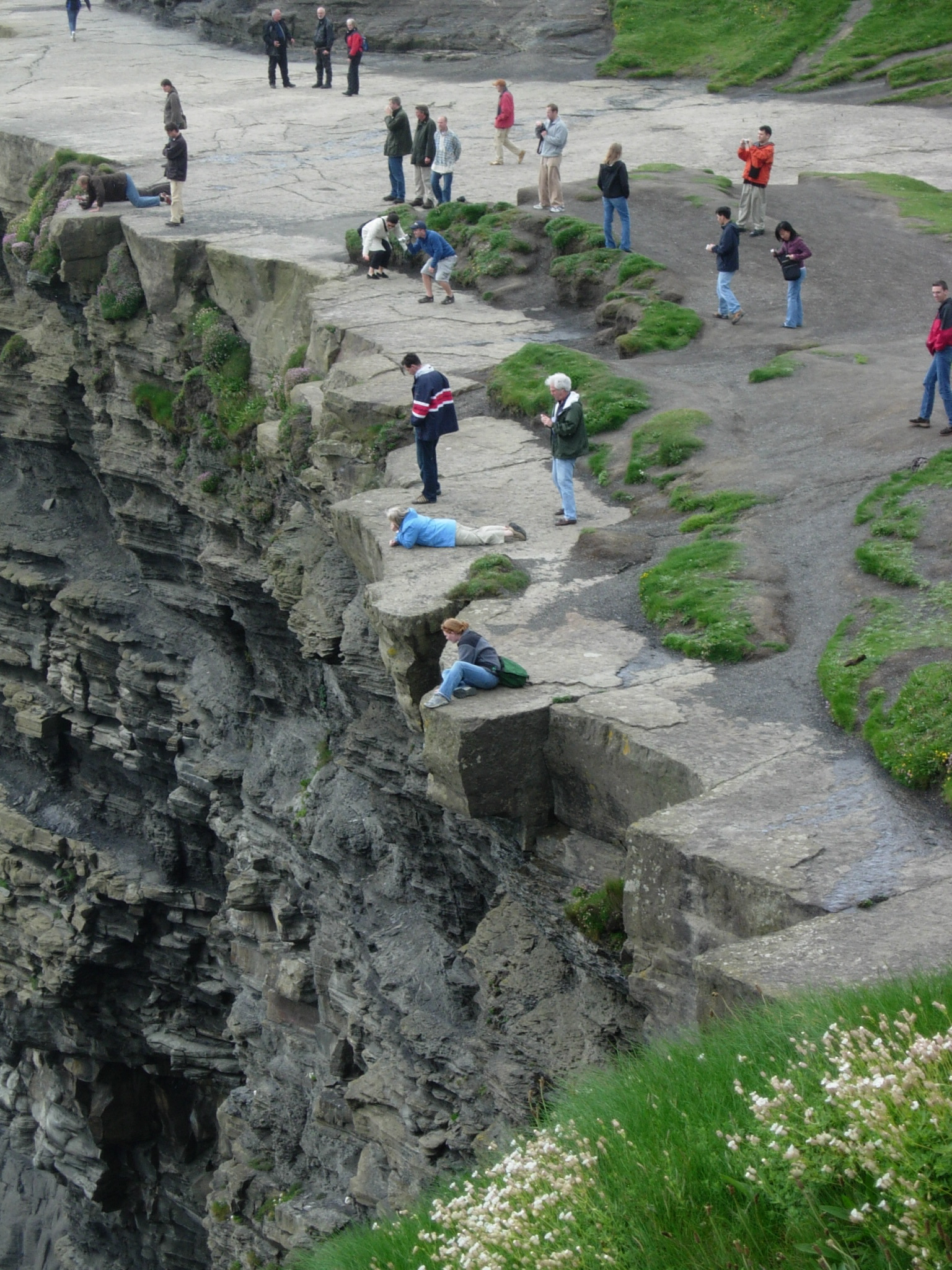
Turisták félelem nélkül
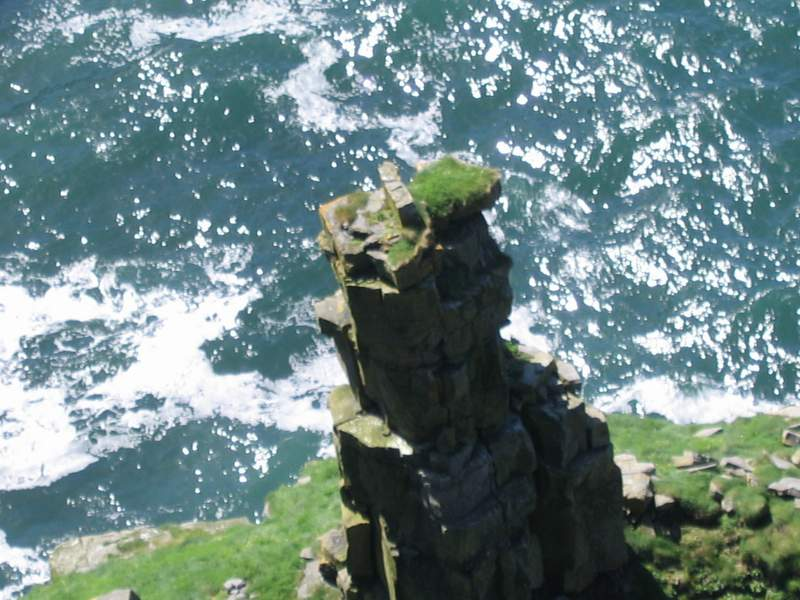
Partközeli állókő

## Külső hivatkozások
- A Moher-sziklák hivatalos honlapja (angol)
- Az O'Brien-torony (angol)